# Rogelio Iriarte
Rogelio Iriarte (Convención Norte de Santander, 1954) è uno scrittore colombiano.
Ha studiato sociologia presso l'Universidad Nacional di Bogotà, città dove vive e lavora, ed è diplomato in drammaturgia. Insegna Letteratura e Teatro presso università e istituzioni private colombiane. 
Tra i suoi romanzi ricordiamo: “Gli assassini”, “Omicidi Quotidiani” e “Il principe della morte” (tutti pubblicati in Italia da Giovanni Tranchida Editore) che compongono la “Trilogia crudele di Bogotá”; “La agradable fetidez del cianuro” (Il gradevole sapore del cianuro), “La ultima broma” (L'ultima burla) e “La mano del angel” (La mano dell'Angelo), tutti di prossima pubblicazione in Italia, sempre presso Tranchida Editore.